# Hrabstwo Winnebago (Illinois)
Hrabstwo Winnebago – hrabstwo w USA, w stanie Illinois, według spisu z 2000 roku liczba ludności wynosiła 278 418. Siedzibą hrabstwa jest Rockford.

## Geografia
Według spisu hrabstwo zajmuje powierzchnię 1345 km², z czego 1331 km² stanowią lądy, a 14 km² (1,07%) stanowią wody.

### Miasta
- Loves Park
- Rockford
- South Beloit

### Wioski
- Cherry Valley
- Durand
- Machesney Park
- New Millford
- Pecatonica
- Rockton
- Roscoe
- Winnebago

### Sąsiednie hrabstwa
- Hrabstwo Rock – północ
- Hrabstwo Boone – wschód
- Hrabstwo DeKalb – południe
- Hrabstwo Ogle – południowy wschód
- Hrabstwo Stephenson – zachód
- Hrabstwo Green – północny zachód

## Historia
Hrabstwo zostało utworzone w 1836 z hrabstw Jo Daviess oraz La Salle. Zostało nazwane na cześć rdzennych mieszkańców tej ziemi, Indian Winnebago.

## Demografia
Według spisu z 2000 roku hrabstwo zamieszkuje 278 418 osób, które tworzą 107 980 gospodarstw domowych oraz 73 642 rodzin. Gęstość zaludnienia wynosi 209 osób/km². Na terenie hrabstwa jest 114 404 budynków mieszkalnych o częstości występowania wynoszącej 86 budynków/km². Hrabstwo zamieszkuje 82,46% ludności białej, 10,53% ludności czarnej, 0,29% rdzennych mieszkańców Ameryki, 1,72% Azjatów, 0,04% mieszkańców Pacyfiku, 3,11% ludności innej rasy oraz 1,86% ludności wywodzącej się z dwóch lub więcej ras, 6,90% ludności to Hiszpanie, Latynosi lub inni.
W hrabstwie znajduje się 107 980 gospodarstw domowych, w których 32,90% stanowią dzieci poniżej 18 roku życia mieszkający z rodzicami, 52,30% małżeństwa mieszkające wspólnie, 11,80% stanowią samotne matki oraz 31,80% to osoby nie posiadające rodziny. 26,30% wszystkich gospodarstw domowych składa się z jednej osoby oraz 9,60% zyję samotnie i ma powyżej 65 roku życia. Średnia wielkość gospodarstwa domowego wynosi 2,53 osoby, a rodziny wynosi 3,06 osoby.
Przedział wiekowy populacji hrabstwa kształtuje się następująco: 26,40% osób poniżej 18 roku życia, 8,40% pomiędzy 18 a 24 rokiem życia, 29,80% pomiędzy 25 a 44 rokiem życia, 22,70% pomiędzy 45 a 64 rokiem życia oraz 12,70% osób powyżej 65 roku życia. Średni wiek populacji wynosi 36 lat. Na każde 100 kobiet przypada 95,80 mężczyzn. Na każde 100 kobiet powyżej 18 roku życia przypada 92,60 mężczyzn.
Średni dochód dla gospodarstwa domowego wynosi 43 886 dolarów, a średni dochód dla rodziny wynosi 52 456 dolarów. Mężczyźni osiągają średni dochód w wysokości 40 289 dolarów, a kobiety 25 942 dolarów. Średni dochód na osobę w hrabstwie wynosi 21 194 dolarów. Około 6,90% rodzin oraz 9,60% ludności żyje poniżej minimum socjalnego, z tego 12,90% poniżej 18 roku życia oraz 6,80% powyżej 65 roku życia.